# HSR九州
座標: 北緯32度53分51.77秒 東経130度52分38.08秒 / 北緯32.8977139度 東経130.8772444度
HSR九州（エイチエスアールきゅうしゅう、HSR Kyusyu）は、熊本県菊池郡大津町にある自動車レース場。
Hondaグループで教習所をはじめとした交通安全普及啓発関連施設を運営する会社、レインボーモータースクールによって運営されている。

## 概要

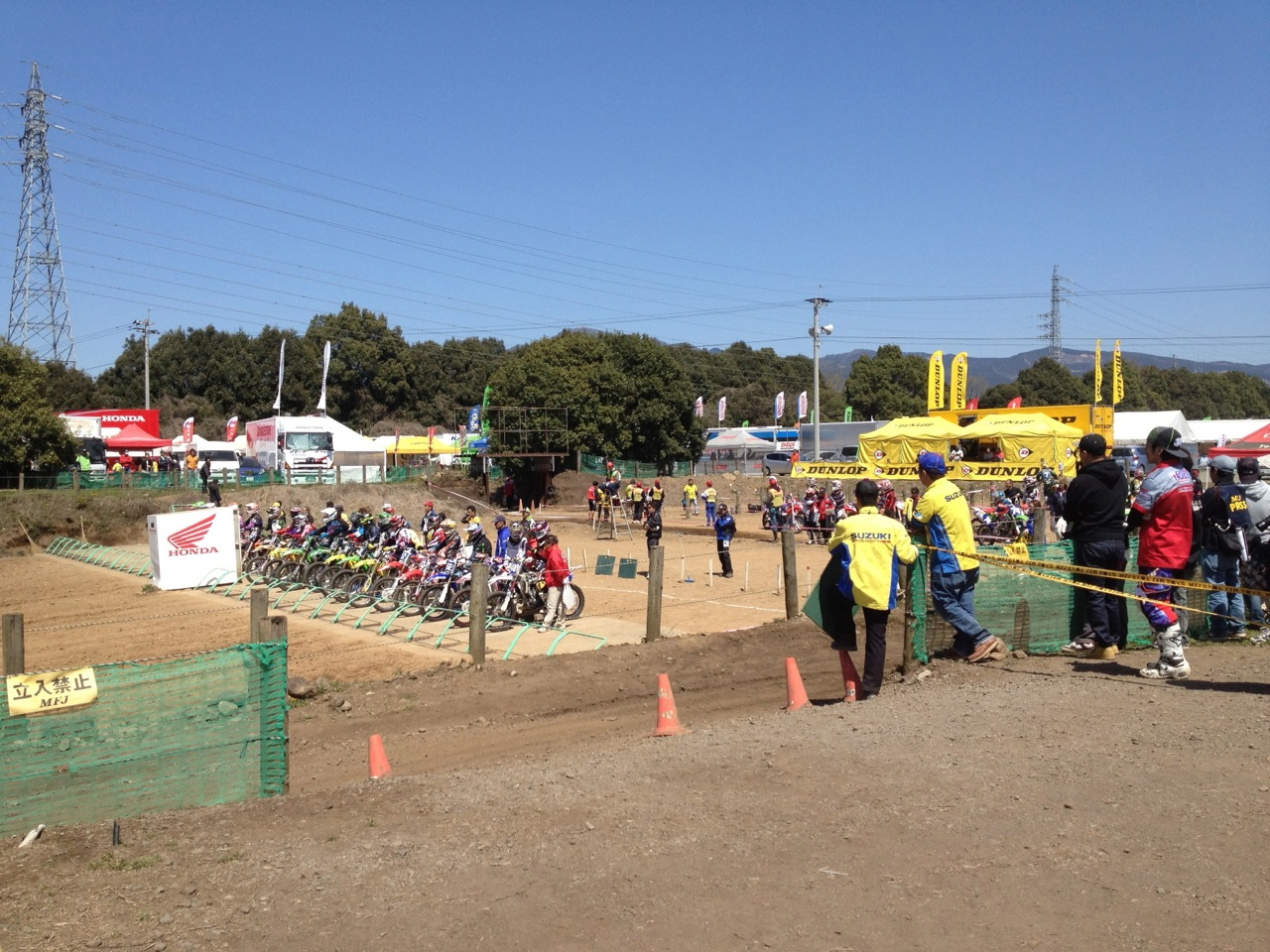
オフロードコース

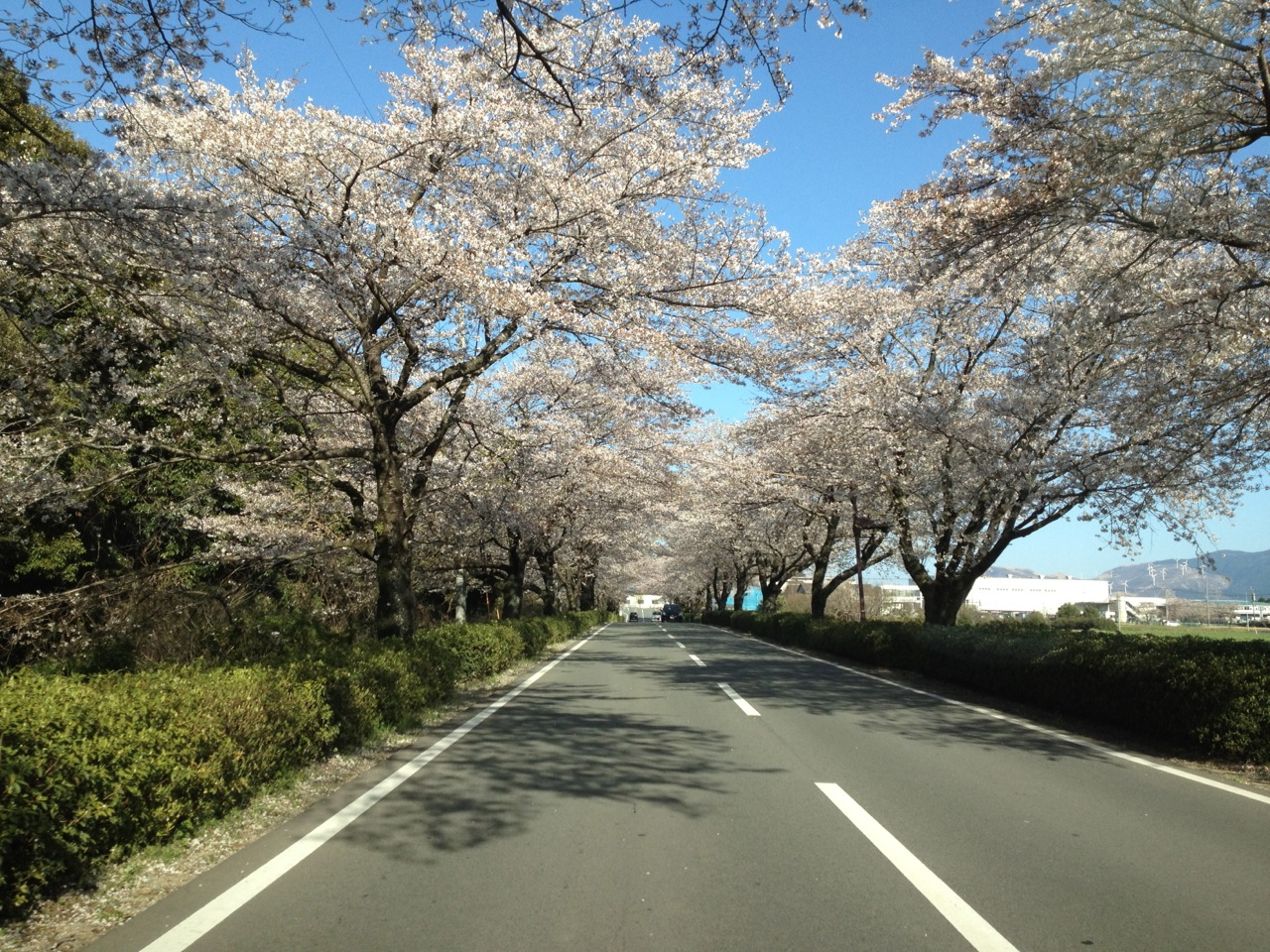
桜並木

サーキットコース（全長2,350m）、ドリームコース、オフロードコースの3コースから形成されている。サーキットコースは2021年現在、日本モーターサイクルスポーツ協会（MFJ）の公認サーキットである。
主に平日は、本田技術研究所二輪R&Dセンターのテストコースとして利用されているが、休日は一般の人も利用可能である。
施設規模の都合上、オートバイのレースを主体であるが、ホンダ・N-ONEのワンメイクレースである「N-ONE OWNER'S CUP」や、
Hondaの企業イベントである「Enjoy Honda」などオートバイ以外のレースやイベントも開催されている。

## 沿革
- 1989年3月　本田技研工業熊本製作所内に開設
- 1998年5月　オンロードコース拡充
- 2007年4月　本田技研工業熊本製作所の改築工事に伴い、サーキットコースが約500メートル短縮される